# MagicGate
MagicGate è una tecnologia di protezione introdotta da Sony nel 1999 come parte della Secure Digital Music Initiative (SDMI). Per garantire la sicurezza dei dati, essi vengono criptati e decriptati da un apposito chip MagicGate.

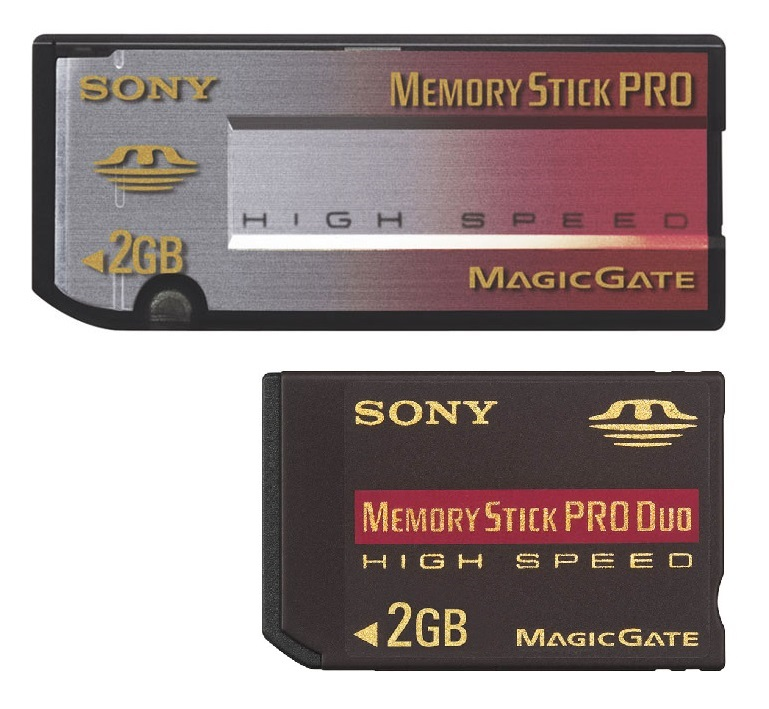
Una Memory Stick PRO e una Memory Stick PRO DUO con tecnologia Magic Gate.

La crittografia MagicGate è utilizzata nelle memory card della PlayStation 2 e, a partire dal 2004, è stata introdotta in tutti i prodotti Sony Memory Stick. Alcuni dispositivi, come il Sony Network Walkman, accetta solo le Memory Stick che utilizzano la tecnologia MagicGate. Tutte le schede Memory Stick Duo dotate di MagicGate possono essere identificate da una tacca situata sul lato posteriore della scheda.

## Supporto
I lettori di Memory Stick compatibili con lo standard devono necessariamente avere il logo magicgate riportato sulla confezione.
I dispositivi che supportano le Magic Gate sono la quasi totalità dei dispositivi Sony introdotti nel mercato dopo il 2004.

## Limitazioni d'uso
I file memorizzati su Magic Gate e criptati, non potranno essere trasferiti su supporti di memorizzazione non criptati e quindi diffusi per mezzi informatici.